# Prokop Maxa
Prokop Maxa (28. května 1883 Manětín – 9. února 1961 Praha) byl český a československý diplomat, politik, člen realistické strany, organizátor Československých legií a poslanec Revolučního národního shromáždění za Československou stranu pokrokovou.

## Biografie
Byl profesorem na obchodní akademii a spojencem Tomáše Masaryka. Po roce 1900 byl členem České strany lidové (neboli realistické strany), později Československé strany pokrokové. Vedl její pražskou organizaci. Za první světové války působil v zahraničním odboji v Rusku, kde organizoval československé legie a podporoval Masarykovu koncepci československého státu. Tam pracoval ve vedení odbočky ČSNR na Rusi . V roce 1917 se účastnil kongresu socialistických stran v Stockholmu, kde měl možnost osobně mluvit s představiteli domácí české politiky. V letech 1917–1918 byl místopředsedou Československé národní rady (odbočky ČSNR) v Petrohradě. V době, kdy napadené československé legie vojensky vystoupily proti bolševickému režimu, byl dočasně uvězněn ruskými komunistickými úřady.
V roce 1919 zasedal v Revolučním národním shromáždění za Československou stranu pokrokovou. Mandát nabyl v květnu 1919, ale rezignoval na něj již v listopadu 1919. Byl profesí praporníkem československých legií.
Brzy nato vstoupil do diplomatických služeb. Zastupoval ČSR coby vyslanec v Nizozemsku (1920–1921), Polsku (1921–1924) a Bulharsku (1931–1939). V mezidobí zastával vysoké funkce na ministerstvu zahraničních věcí.
V roce 1939 po zániku Československa emigroval coby československý velvyslanec v Bulharsku do Francie. Za druhé světové války působil opět v zahraničním odboji, nyní v Londýně, kde byl členem Státní rady Československé. Orientoval se na slovanskou vzájemnost a sbližoval se se Sovětským svazem. Byl předsedou Slovanského výboru. Po válce se vrátil do ČSR. Po únoru 1948 zůstal loajální vůči novému režimu. Vytvářel akční výbor Československé obce legionářské, což vedlo k začlenění této organizace do jednotné struktury nazvané Svaz bojovníků za svobodu, později oficiálně Svaz protifašistických bojovníků, v jehož ústředním výboru zasedal v letech 1951–1957.